# Neritos discophora
Neritos discophora är en fjärilsart som beskrevs av George Francis Hampson 1916. Neritos discophora ingår i släktet Neritos och familjen björnspinnare. Inga underarter finns listade i Catalogue of Life.